# Totenkopf
Pour les articles homonymes, voir Totenkopf (homonymie).
Le Totenkopf (« tête de mort ») est le point culminant (557 m) du massif du Kaiserstuhl situé dans le Bade-Wurtemberg (Allemagne), entre Fribourg-en-Brisgau et le Rhin. On y plante des vignes et des fruits à sa base.
Tour panoramique sur la plaine du Rhin, la Forêt-Noire, les Vosges. Un émetteur de télévision de 120 m de haut exploité par la Deutsche Telekom AG y a été installé.